# Шарнір

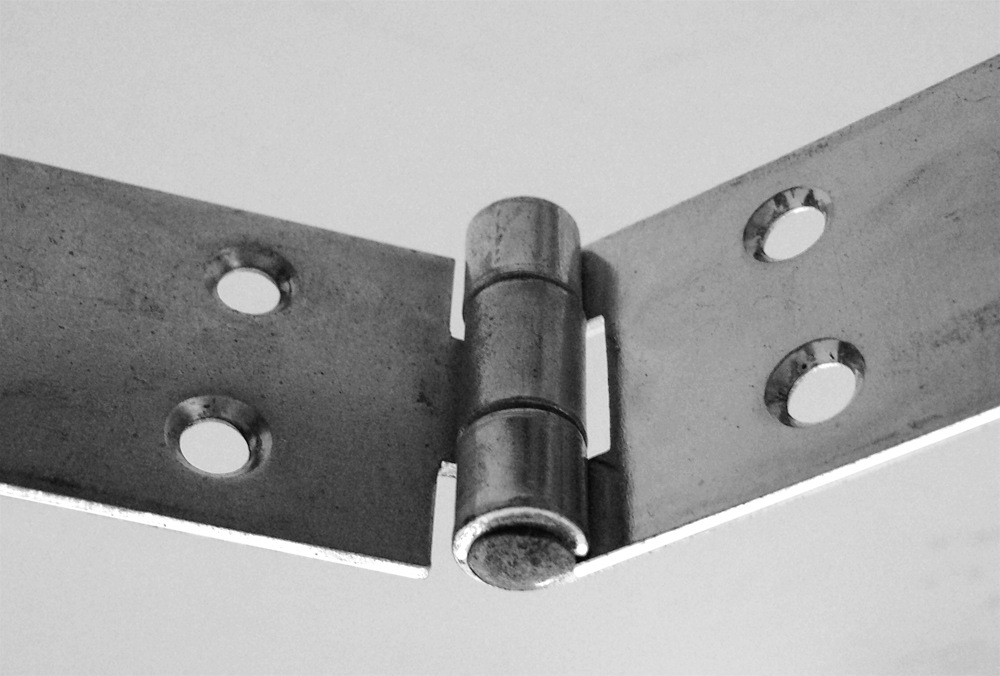
Завіса хвіртки

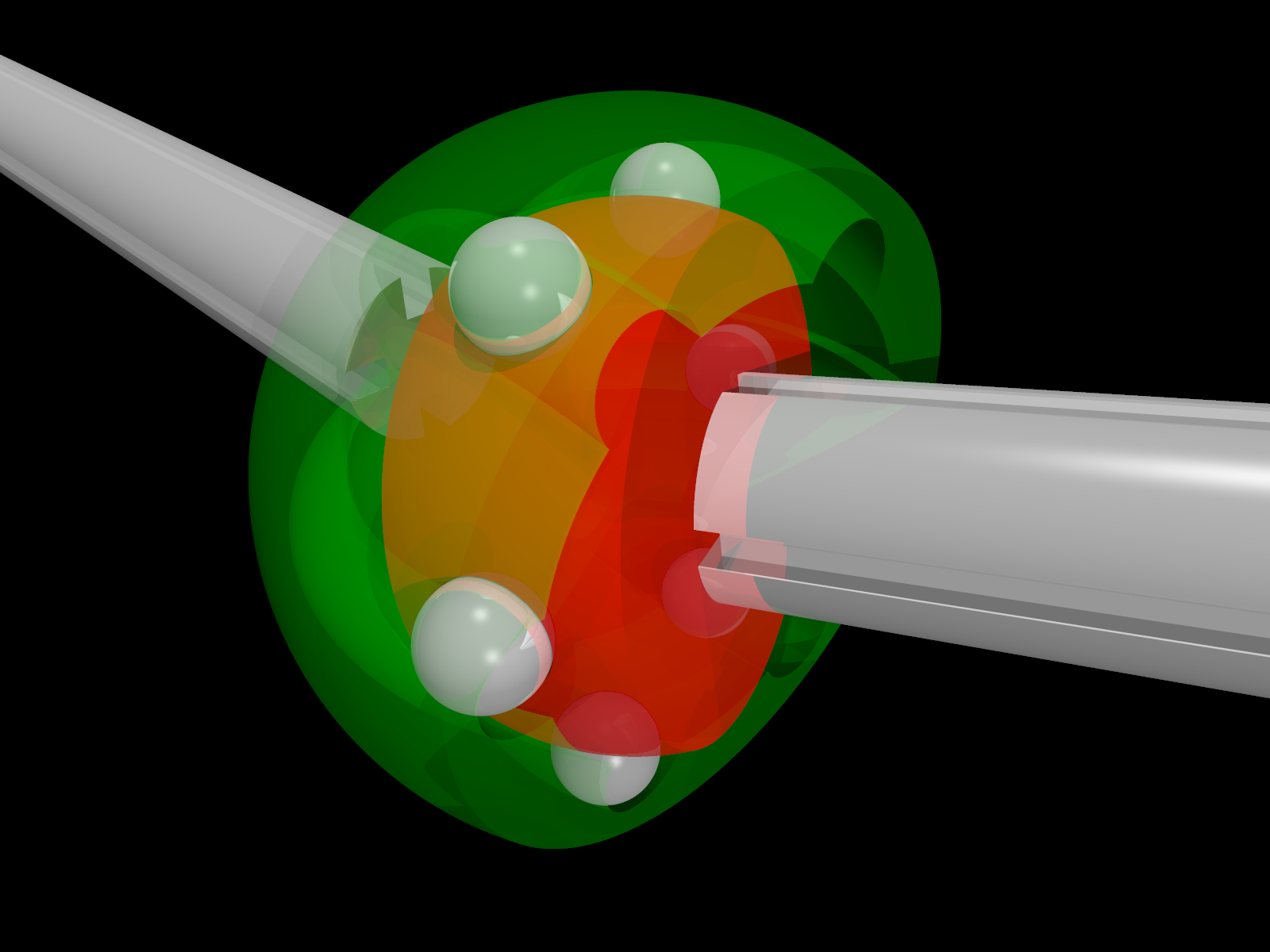
3D-модель шарніра рівних кутових швидкостей типу «Рцеппа»

Шарні́р (від нім. Scharnier, фр. charnière) — з'єднувальний пристрій механізму або будівельної конструкції, що допускає взаємні повороти або обертання їхніх частин, зазвичай на обмежені кути навколо їхньої загальної осі (циліндричний шарнір) або загальної точки (кульовий шарнір).

## Класифікація шарнірів
- Циліндричний шарнір в теорії машин і механізмів називається обертовою кінематичною парою та виконується у вигляді цапфи, що обертається у вальниці ковзання чи кочення.
- Сферичний (кульовий) шарнір в теорії машин і механізмів називається сферичною кінематичною парою і виконується у вигляді кулі, що входить в кульову виточку, або у вигляді сферичного підшипника кочення.
- Універсальний (карданний) шарнір (шарнір не рівних кутових швидкостей або асинхронний шарнір), що складається з двох чи трьох послідовно сполучених циліндричних шарнірів, осі обертання котрих перетинаються в одній точці і дозволяють передавати обертання між валами, що перетинаються під змінним кутом до 40-45°. До цього типу належать шарнір Гука, пластинчастий та пружний шарніри.
- Шарнір рівних кутових швидкостей (синхронний шарнір) дозволяє обертовому валу передавати крутний момент під змінним у часі кутом, з постійною швидкістю обертання й без суттєвих варіацій тертя. До цього типу належать подвійний карданний шарнір (карданний вал), кульковий шарнір з радіальними ділильними рівцями («Бірфільд», «Рцеппа»), сухариковий шарнір та ін.

Шарнір може виконуватися відкритим і закритим. Закритий кожухом шарнір захищається від пилу і піску і застосовується в машинах, що працюють в умовах високої забрудненості.

## Використання
Шарніри дуже поширені в техніці, і бувають багатьох видів, починаючи від дверних і віконних завіс, і аж до розвідних мостів, які побудовані з використанням конструкції шарніра. Шарніри використовуються не тільки в механізмах машин, але і в будівельних конструкціях (фермах) з метою розвантаження елементів від згинальних зусиль і зменшення температурних напружень.
Шарнір рівних кутових швидкостей використовується у приводах коліс автомобільної техніки.
У біології часто рухомі з'єднання скелета діють як шарніри.